# Clypeodytes concivis
Clypeodytes concivis är en skalbaggsart som beskrevs av Guignot 1955. Clypeodytes concivis ingår i släktet Clypeodytes och familjen dykare. Inga underarter finns listade i Catalogue of Life.